# Schloss Augustenburg (Karlsruhe)

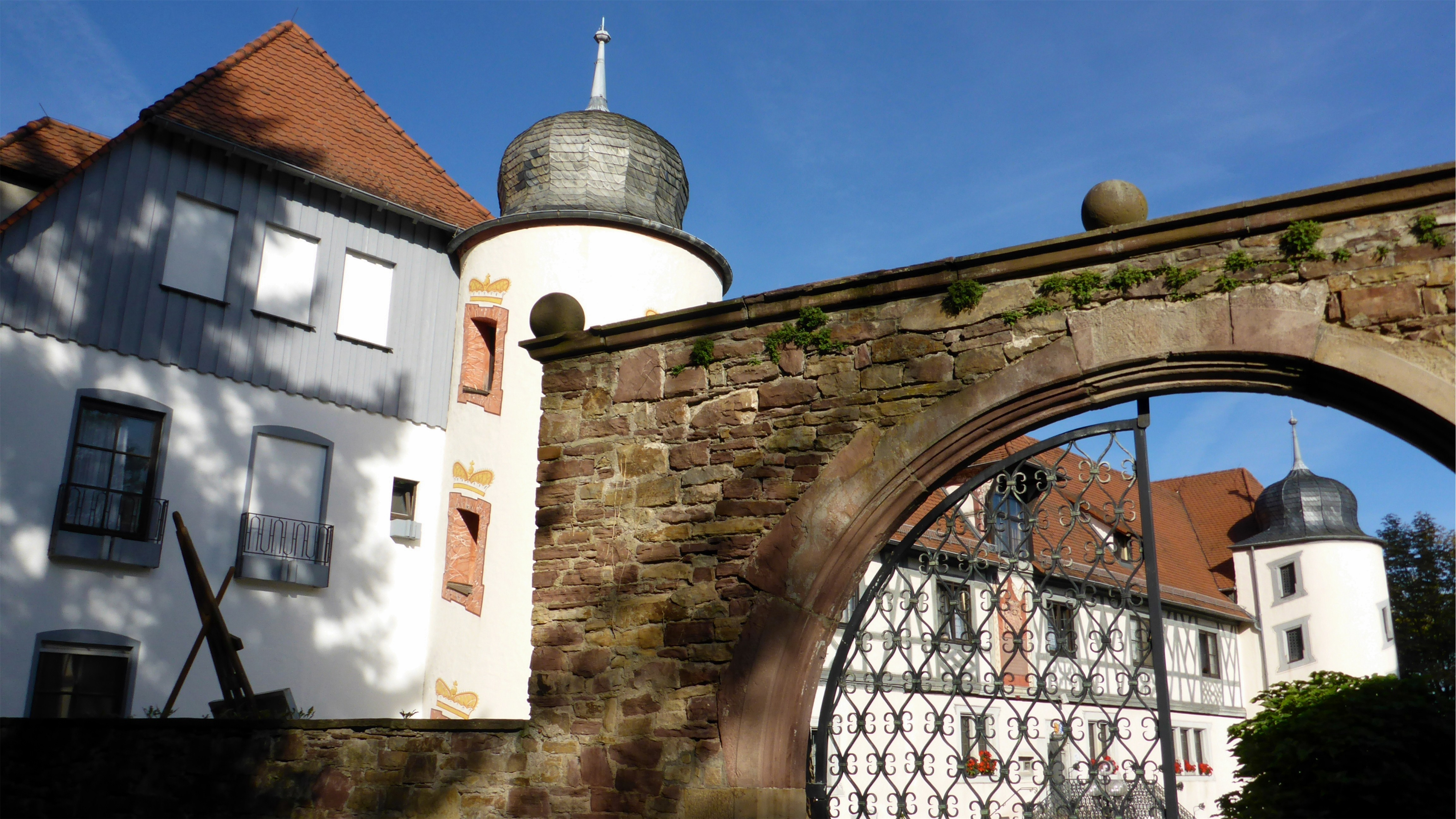
Schloss Augustenburg

Das Schloss Augustenburg ist ein ehemaliges Schloss der Markgrafen von Baden-Durlach im heutigen Karlsruher Stadtteil Grötzingen. Der früher angeschlossene Schlossgarten und das Kammergut Augustenberg beherbergen heute das Landwirtschaftliche Technologiezentrum Augustenberg. 
Ursprünglich im 10. Jahrhundert erbaut, diente der Vorgängerbau des Schlosses ab dem 12. Jahrhundert als Pfründehaus. Markgraf Christoph I. von Baden (reg. 1475–1515) erwarb das Gebäude und baute es zu einem fürstlichen Wohnhaus aus. Karl II. von Baden-Durlach (reg. 1553–1557) erweiterte es zu einem Schloss, indem er zwei halbrunde Türme an der Südost- und Nordostecke sowie nach Westen zwei Flügel mit Gängen anbauen ließ.
Seinen heutigen Namen verdankt das Schloss Augusta Maria von Schleswig-Holstein-Gottorf, ab 1670 Ehegattin von Friedrich Magnus von Baden-Durlach und Mutter des Karlsruher Stadtgründers Karl Wilhelm. Als während des Pfälzischen Erbfolgekriegs die Karlsburg in Durlach 1689 zerstört wurde, diente es übergangsweise auch als Residenz. Augusta Maria, der Friedrich Magnus 1678 das Schloss geschenkt hatte, ließ es ab 1699 grundlegend renovieren. Am Haupteingang ist unter den Wappenschildern eine Gedenktafel angebracht, die auf die Erbauerin hinweist: „Mich hat vor kurzer Zeit / Wie man mich allhier schaut / Gleich nach dem Frieden Schlus / Augusta so erbaut / Und weil ich nun da-steh / Von ihrer Fürstin Hand / so werd ich auch nach ihr / Augustenburg genanndt / 1699“.
Anfang des 19. Jahrhunderts gelangte das Schloss in Privatbesitz. 1891 erwarb der Maler Otto Fikentscher das Anwesen und machte aus dem Schloss einen kulturellen Mittelpunkt für Künstler; nicht zuletzt auf diese Initiative hin erwarb sich Grötzingen den Ruf eines „Malerdorfs“ (siehe hierzu Grötzinger Malerkolonie). Während des Zweiten Weltkrieges wurden Zwangsarbeiter im Schloss untergebracht und nach Kriegsende diente es als Unterkunft von 700 Vertriebenen. Die Erbengemeinschaft des 1945 verstorbenen Otto Fikentscher verkaufte das Schloss 1962 an das Land Baden-Württemberg, welches es nach grundlegenden Sanierungsarbeiten und Neubau des Nord- und Südflügels als Seniorenwohnungen mit einer Bäder- und Massageabteilung, einer Arztpraxis und kulturellen Einrichtungen sowie einem Hoteltrakt mit Restaurant vermieten wollte. Dies schlug aber wegen der hohen Sanierungskosten fehl. Das Schloss wechselte mehrmals den Eigentümer. Bis Ende 2017 wurde im Schloss Augustenburg ein Seniorenpflegeheim mit ca. 115 Pflegeplätzen betrieben, das nach Umbau mit Abriss und Neubau der neuzeitlichen Flügel wieder einziehen soll. 